# Sãotoméprinia

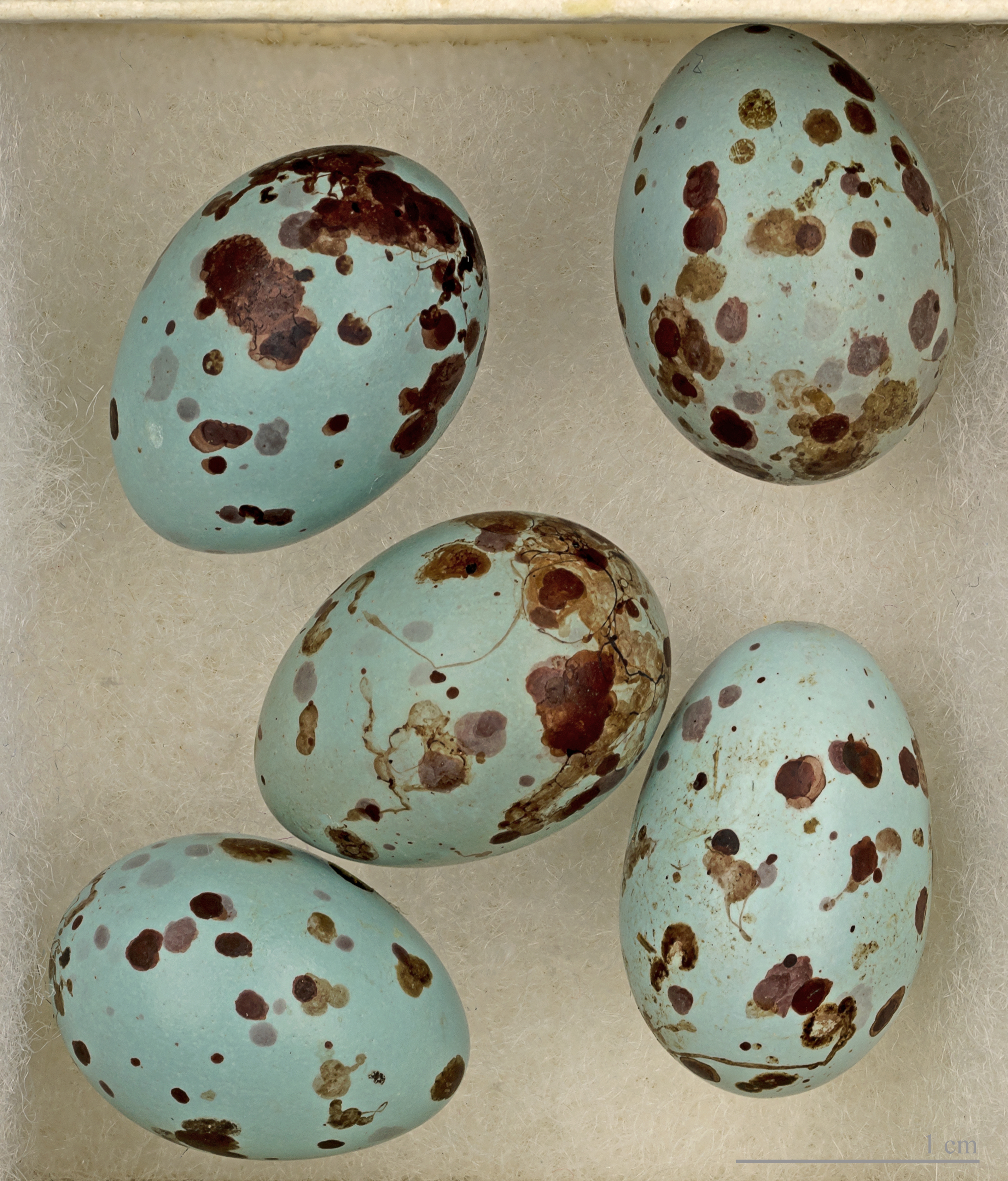
Prinia molleri

Sãotoméprinia (Prinia molleri) är en fågel i familjen cistikolor inom ordningen tättingar.

## Utbredning och systematik
Fågeln förekommer enbart på ön São Tomé i Guineabukten. Den behandlas som monotypisk, det vill säga att den inte delas in i några underarter.

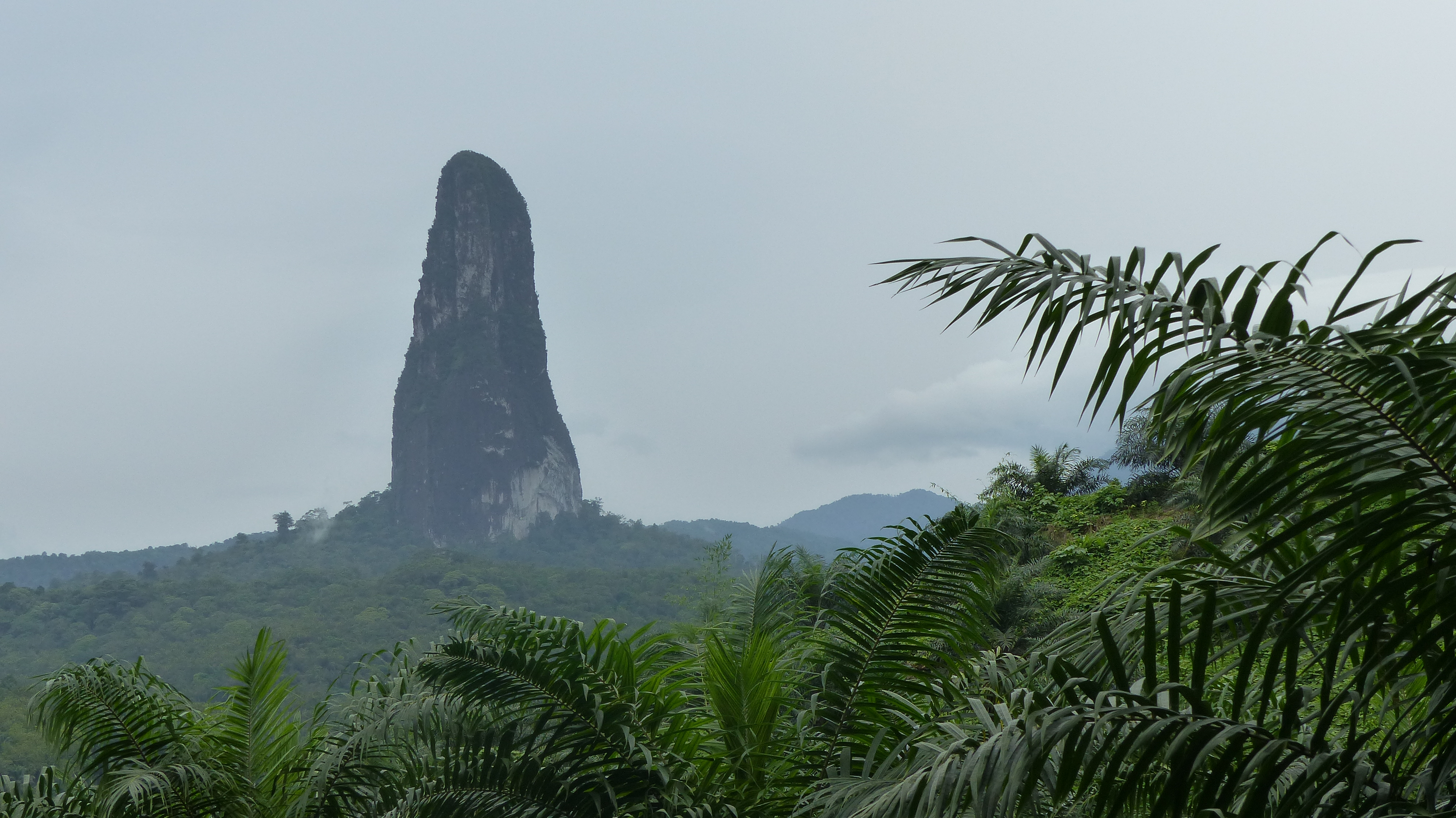
Fågeln förekommer endast på ön São Tomé i Guineabukten.

## Namn
Fågelns vetenskapliga artnamn hedrar Adolphe F. Moller (1842–1920), portugisisk botaniker och samlare av specimen på São Tomé 1887. Prinia kommer av Prinya, det javanesiska namnet för bandvingad prinia (Prinia familiaris).

## Status
Arten har ett begränsat utbredningsområde, men beståndet tros öka i antal. IUCN kategoriserar arten som livskraftig.